# قونوز أحمد باشا
قونوز أحمد باشا (بالتركية: Kavanoz Ahmed Paşa)‏ كان الصدر الأعظم للدولة العثمانية في الفترة ما بين 22 أغسطس 1703 حتى 16 نوفمبر 1703.